# Maria Teodorescu
Maria Teodorescu (* 16. April 2004) ist eine rumänische Tennisspielerin.

## Karriere
Teodorescu begann mit vier Jahren das Tennisspielen und bevorzugt Hartplätze. Sie gewann bisher zwei Einzeltitel auf der ITF Women’s World Tennis Tour.
2024 erhielt sie im Februar eine Wildcard für die Qualifikation für das Hauptfeld im Dameneinzel der Transylvania Open, wo sie in der ersten Runde gegen Simona Waltert ohne Spielgewinn mit 0:6 und 0:6 verlor.